# Oxalis psammophila
Oxalis psammophila är en harsyreväxtart som beskrevs av G. Williamson. Oxalis psammophila ingår i släktet oxalisar, och familjen harsyreväxter. Inga underarter finns listade i Catalogue of Life.